# Chitonaleyrodes canberrensis
Chitonaleyrodes canberrensis es un hemíptero de la familia Aleyrodidae, subfamilia Aleyrodinae.
Chitonaleyrodes canberrensis fue descrita científicamente por primera vez por Martin en 1999.